# Magnolia leveilleana
Espèce
Statut de conservation UICN

 DD  : Données insuffisantes
Magnolia lenticellata est une espèce de plantes à fleurs de la famille des Magnoliaceae. C'est un arbre trouvé en Chine.

## Description
C'est un arbre.

## Répartition et habitat
L'espèce est trouvée dans le centre-sud de la Chine (Yunnan, est du Sichuan, ouest de l'Hubei, Guizhou).
Elle pousse en milieu subtropical.